# Барбара Гессенская
Барбара Гессенская (нем. Barbara von Hessen; 8 апреля 1536, Кассель — 8 июня 1597, замок Вальдек) — принцесса Гессенская, в замужестве последовательно графиня Монбельярская и графиня Вальдекская. 

## Биография
Барбара — дочь ландграфа Филиппа I Гессенского и его супруги Кристины, дочери герцога Георга Саксонского.
10 сентября 1555 года в Рейхенвейере Барбара вышла замуж за графа Георга Вюртемберг-Монбельярского. 57-летнего жениха заставил жениться его племянник Кристоф во избежание угасания Вюртембергского дома. Благодаря единственному выжившему сыну Фридриху Барбара обеспечила продолжение вюртембергской династии. После смерти мужа Барбара занималась воспитанием сына, хотя его опекунами были назначены герцог Кристоф Вюртембергский, граф Филипп Ганауский, а также отец Барбары и зять граф Вольфганг Пфальц-Цвейбрюккенский. Барбара и Георг сохранили Монбельяр как лютеранский анклав во Франции.
11 ноября 1568 года в Касселе Барбара вышла замуж во второй раз, став супругой графа Даниэля Вальдекского, с которым, как предполагается, она познакомилась на похоронах отца. Пережила мужа на 20 лет и получила во вдовьи владения половину амта Вальдек. Барбара Гессенская похоронена рядом со вторым супругом в монастыре Мариенталь в Вальдеке.

## Потомки
В первом браке Барбары с Георгом Вюртембергским родились:
- Ульрих (1556—1557)
- Фридрих (1557—1608), герцог Вюртемберга, женат на Сибилле Ангальтской (1564—1614)
- Ева Кристина (1558—1575)

Во втором браке детей не было.